# Sportklub Sturm Graz 2018-2019
Questa voce raccoglie le informazioni riguardanti il Sportklub Sturm Graz nelle competizioni ufficiali della stagione 2018-2019.

## Rosa
| N. |                      | Ruolo | Calciatore              |
| -- | -------------------- | ----- | ----------------------- |
| 1  | Austria (bandiera)   | P     | Christian Gratzei       |
| 4  | Austria (bandiera)   | D     | Thomas Schrammel        |
| 5  | Austria (bandiera)   | D     | Christian Schoissengeyr |
| 6  | Australia (bandiera) | C     | James Jeggo             |
| 8  | Austria (bandiera)   | C     | Sandi Lovric            |
| 9  | Austria (bandiera)   | A     | Deni Alar               |
| 11 | Austria (bandiera)   | A     | Philipp Zulechner       |
| 13 | Austria (bandiera)   | C     | Jakob Jantscher         |
| 15 | Austria (bandiera)   | C     | Oliver Filip            |
| 18 | Austria (bandiera)   | C     | Philipp Huspek          |
| 19 | Austria (bandiera)   | D     | Marvin Potzmann         |
| 20 | Germania (bandiera)  | D     | Christian Schulz        |
| 22 | Austria (bandiera)   | D     | Patrick Puchegger       |

| N. |                    | Ruolo | Calciatore            |
| -- | ------------------ | ----- | --------------------- |
| 23 | Austria (bandiera) | D     | Lukas Spendlhofer     |
| 24 | Austria (bandiera) | C     | Marc Andre Schmerböck |
| 25 | Austria (bandiera) | C     | Stefan Hierländer     |
| 26 | Austria (bandiera) | D     | Fabian Koch           |
| 27 | Austria (bandiera) | P     | Jörg Siebenhandl      |
| 28 | Austria (bandiera) | A     | Fabian Schubert       |
| 29 | Austria (bandiera) | A     | Arnel Jakupovic       |
| 30 | Austria (bandiera) | C     | Lukas Jäger           |
| 32 | Austria (bandiera) | P     | Tobias Schützenauer   |
| 34 | Nigeria (bandiera) | A     | Bright Edomwonyi      |
| 35 | Austria (bandiera) | D     | Dario Maresic         |
| 37 | Nigeria (bandiera) | A     | Emeka Eze             |
| 40 | Austria (bandiera) | P     | Fabian Ehmann         |